# Domenico Gilardoni
Domenico Gilardoni (1798, Nápoles, Italia - 1831, Nápoles, Italia) fue un libretista italiano. Escribió numerosos libretos especialmente para Gaetano Donizetti, después de haber tomado el lugar de Andrea Leone Tottola como poeta oficial del Teatro de San Carlos de Nápoles.

## Libretos
- Bianca e Fernando, música de Vincenzo Bellini, 1826
- Otto mesi in due ore, música de Gaetano Donizetti, 1827
- Il borgomastro di Saardam, música de Gaetano Donizetti, 1827
- Le convenienze ed inconvenienze teatrali, música de Gaetano Donizetti, 1827
- L'esule di Roma, música de Gaetano Donizetti, 1828
- Gianni di Calais, música de Gaetano Donizetti, 1828
- Ulisse in Itaca, música de Luigi Ricci, 1828
- Il paria, música de Gaetano Donizetti, 1829
- Il giovedì grasso, música de Gaetano Donizetti, 1829
- I fidanzati ossia Il connestabile di Chester, música de Giovanni Pacini, 1829
- Il diluvio universale, música de Gaetano Donizetti, 1830
- I pazzi per progetto, música de Gaetano Donizetti, 1830
- Francesca di Foix, música de Gaetano Donizetti, 1831
- Il ventaglio, música de Pietro Raimondi, 1831
- La romanziera e l'uomo nero, música de Gaetano Donizetti, 1831
- Fausta, música de Gaetano Donizetti, 1832